# プエルトリコ海溝

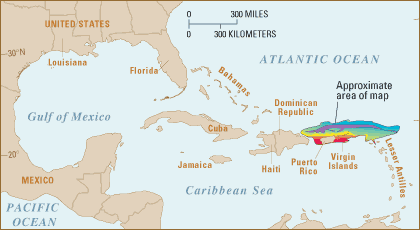
図右の紫色の部分がプエルトリコ海溝のおおよその位置。

プエルトリコ海溝（プエルトリコかいこう、英: Puerto Rico Trench）は、西インド諸島、プエルトリコのすぐ北側に東西に伸びる海溝。

## 概要
北アメリカプレートがカリブプレートに沈み込むことにより形成されている。全長は約800km、最深部は8,605mに達し、大西洋で最も深い。サウスサンドウィッチ海溝と並び、大西洋に存在する数少ない海溝である。

## 地震

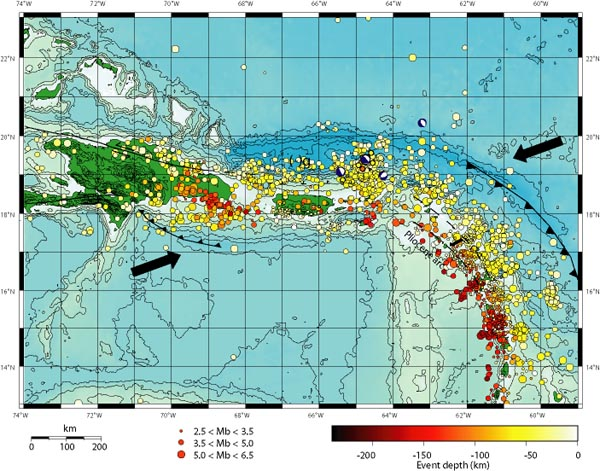
プエルトリコ海溝周辺の地震分布図

1787年にM6.9、1918年にM7.1の地震が発生している。このうち1918年の地震では津波がプエルトリコに押し寄せ、大きな被害が出た。
また、近隣では1867年のヴァージン諸島地震(M7.5)、1946年のドミニカ共和国地震(M7.8)なども発生している。